# 臺中一中音樂課師生衝突
2022年3月11日，臺灣臺中市北區的臺中市立臺中第一高級中等學校（簡稱臺中一中）任教音樂科之呂姓教師，因指正該校一年級某班陳姓學生等4人的課堂分組報告內容，學生不認同老師給予之意見，致使呂姓教師情緒過於激動產生雙方言語衝突。單方面衝突片段經同班紀姓學生錄影，公開於網路上，一時引發全臺討論。

## 當事師生
臺中一中音樂科呂姓教師擁有三十年教學經驗，學校行政單位形容呂師教學認真、上課嚴謹。國立臺北藝術大學傳統音樂學系教授蔡凌蕙在Facebook貼文說，呂師年年主動協調該系教學團隊赴台中一中提供南管、北管學習資源。
校方也對外表示，呂師對學生管教嚴格，先前有發生過師生衝突，只是上級機關教育部國民及學前教育署、臺中市政府教育局未曾函轉該校民眾投訴。學生認為該師相當有自己的想法。歷屆學生流傳，為呂師取綽號「白雲」（臺灣搞笑藝人藝名）。在2020年，就因學生以「白雲」稱呼她而心生不滿，課程進行中情緒激動，氣憤地斥罵學生，並揚言扣減學生平常成績分數。
報告製作人陳姓學生，在同儕眼中學習態度認真，亦利用星期六時間製作系爭報告。

## 衝突過程
2022年3月許，呂姓教師要求任教的數個一年級班級學生，以「傳統樂」為主題分組報告。
某班級的陳姓學生等4人在報告中提到臺閩一帶傳統表演藝術「南管」、「北管」，以及臺灣文化習俗「牽亡魂」（一種殯葬科儀）。組員使用表情包型式製作了一部分的簡報。
3月11日上午8時至10時為該班音樂課，在陳生組別報告前，先將簡報上傳至教室電腦。呂師檢視後，發現該組學生製作內容不符合事前分配、規定好的各組主題範圍，例如其中南、北管非屬一年級授課範圍，而是二年級課程。呂師要求不合規定部分簡報應予刪減，原先規劃的30至40分鐘簡報只剩約17分鐘內容。
陳生認為：
1. 這些部份是陳姓學生自認花費最多心力製作的部分，希望能保留報告這些部分；[9]
2. 教師並未明確告知限定於課本內容，不應據此要求刪除報告部分。

基於上述理由，陳生希望教師收回成命，但呂師未予同意。學生使用梗圖（內容主角為王力宏而非白雲）型式製作一部分簡報，同不為呂師認同，亦遭呂師斥罵。
因報告內容刪減後未達事前規定標準，陳生開始朗誦課本內容。呂師在此時要求學生下台，並繼續責罵學生。情緒緩和後，呂師仍讓陳生等4人完成報告。
因呂師情緒激動，紀姓學生逕自以手機錄影，錄下一部分的師生對話，以維護同學權益。教師一度要求停止、刪除已錄片段，最後未堅持此要求。紀姓學生將影片上傳至YouTube，一日內點閱數破十萬。
前桃園市議員王浩宇於其Facebook貼文指述，是學生在提到牽亡歌時，播放音樂，並以搞笑藝人白雲的頭像為素材製作梗圖，才導致呂師不滿。經歷現場的錄影者（紀姓學生）則反駁，說明梗圖頭像是王力宏。呂姓音樂教師事後也反駁是因梗圖才情緒失控的說法。

## 事後處理
紀姓學生公開的影片，令全臺關注這起衝突。3月12日上午，台中一中發布書面新聞稿，強調會優先關懷學生。中午，錄影者紀姓學生等五人接受媒體聯訪，陳述校方第一時間並未關懷學生，而是要求學生移除影片。紀生的導師、輔導老師以諷刺語調譴責他錄影的行為，並警告紀生錄影可能觸法。紀生及多位同班同學等人，希望校方能夠撤換不適任的呂姓教師。同時，他們轉述陳生不認同大眾以嘻笑態度看待教師情緒化斥罵的反應，希望各界聚焦討論「報告自主」及「師生溝通」問題。
台中一中校方擬於14日早召開會議釐清前後因果，再行處置。針對呂姓教師是否適任，將召開校園事件處理會議（校事會議）商討。14日協調後，呂姓教師承認情緒管控失當，願向學生道歉。陳生等人也表示，不會要求撤換教師。

## 各界看法

### 對報告內容之爭的看法
臺中市政府教育局責請中一中迅速了解，為何師生對報告規範認知有落差。台中一中校友、台中市議員黃健豪認為，該校校內數理資優班等特殊班級常常不依照課程綱要進度授課，「超出課堂範圍」沒有理由成為否定學生的藉口，也不應限制學生自主學習。
教育界如忠明高中教師陳建銘等人認為，不應以「超出課堂範圍」為由否定學生，因為在時代趨勢、十二年國民教育課程綱要（108課綱）推展下，教學可以是「沒有範圍」的。

### 對教師管教方式的看法
教育局事後要求學校優先保障學生權益，關懷學生心理健康，並表示將督導教師採取正向管教、理性討論。市議員賴佳微希望教師勿以高壓管教態度，讓學生對自主延伸學習失去熱忱。
同樣身為高中教師、身兼台中市高中課程發展中心副總幹事的忠明高中教務主任陳建銘認為，可以看出當事學生的自主性高，教師應該以理服人，就事論事，不應以強制、高壓方式管教，亦不應使用太情緒化的言語質疑學生。
作家徐玫怡對音樂科教師不合理情緒反應感到惋惜，並讚賞陳姓學生能在面對不平等權力、高壓斥罵下，仍能有條理地理性陳述己身看法。

### 對學生錄影觸法的看法
精神科醫師沈政男相信紀姓學生錄影可能觸法，臺灣執業律師唐光義說，如果符合「無故」竊錄他人「非公開」活動，將涉犯竊錄罪（屬於妨害祕密罪的一種）。
臺中市政府法制局長李善植認為，事發於教室（公開場所），師生爭議也是公開舉動，不符妨害祕密罪構成要件「非公開」。臺灣執業律師林世民也說，學生錄影目的是蒐證，維護自身權益，具有正當的理由，不符妨害祕密罪構成要件「無故」。
學生使用手機錄影，是否違反教育部《高級中等以下學校校園行動載具使用原則》，亦屬爭點。臺中市政府教育局對此解釋，教師應該先說明手機使用規範。不過，如果老師有違反法令之虞，學生使用手機蒐證，自不應禁止。